# Subramanyan Chandrasekhar
Subrahmanyan Chandrasekhar (tamil: சுப்பிரமணியன் சந்திரசேகர்), född 19 oktober 1910 i Lahore, död 21 augusti 1995 i Chicago, var en tamilsk-amerikansk teoretisk astrofysiker. Amerikansk medborgare 1953. Han fick Nobelpriset i fysik 1983 med motiveringen "för hans teoretiska studier av de fysikaliska processer, som är av betydelse för stjärnornas struktur och utveckling". Han delade priset med William A. Fowler.
Chandrasekhar tillhörde fakulteten vid University of Chicago från 1937 till sin död 1995. Han har bland annat visat att högsta massan för en vit dvärg är 1,44 gånger solens massa. Detta gränsvärde kallas Chandrasekhargränsen. Gränsvärdet gäller en kall (T=0 K) sfärisk, icke roterande gasmassa utan magnetfält. Om detta inte är uppfyllt så sjunker gränsvärdet.

## Utmärkelser
Chandrasekhar invaldes 1973 som utländsk ledamot av Kungliga Vetenskapsakademien. Han tilldelades Copleymedaljen 1984.
- Rymdteleskopet Chandra som sköts upp 1999, är uppkallat efter honom.
- Asteroiden 1958 Chandra[13]

- Fellow of the Royal Society,  1944[14]
- Josiah Willard Gibbs-föreläsningen,  1946[10]
- Adams-priset,  1948
- Henry Norris Russell-lektorat,  1949
- Brucemedaljen,  1952[15]
- Royal Astronomical Societys guldmedalj,  1953
- Rumfordpriset,  1957[16]
- Föreläsning till Sillimans minne,  1962
- Srinivasa Ramanujan-medaljen,  1962
- Royal Medal,  1962[10]
- National Medal of Science,  1966
- Padma Vibhushan i vetenskap och teknik,  1968
- Richtmyer Memorial-priset,  1969
- Henry Draper-medaljen,  1971[17]
- Dannie Heineman-priset för matematisk fysik,  1974[18]
- Karl G. Jansky Lectureship,  1978
- Hedersdoktor vid Harvard University,  juni 1979[19]
- Tomalla-priset,  1981
- Nobelpriset i fysik, med  William A. Fowler,  1983[20][21]
- Copleymedaljen,  1984[22]
- Karl Schwarzschild-medaljen,  1986[23]
- Gordon J. Laing-priset,  1989
- Marcel Grossmann-priset,  1994

[Redigera Wikidata]